# Burmantofts

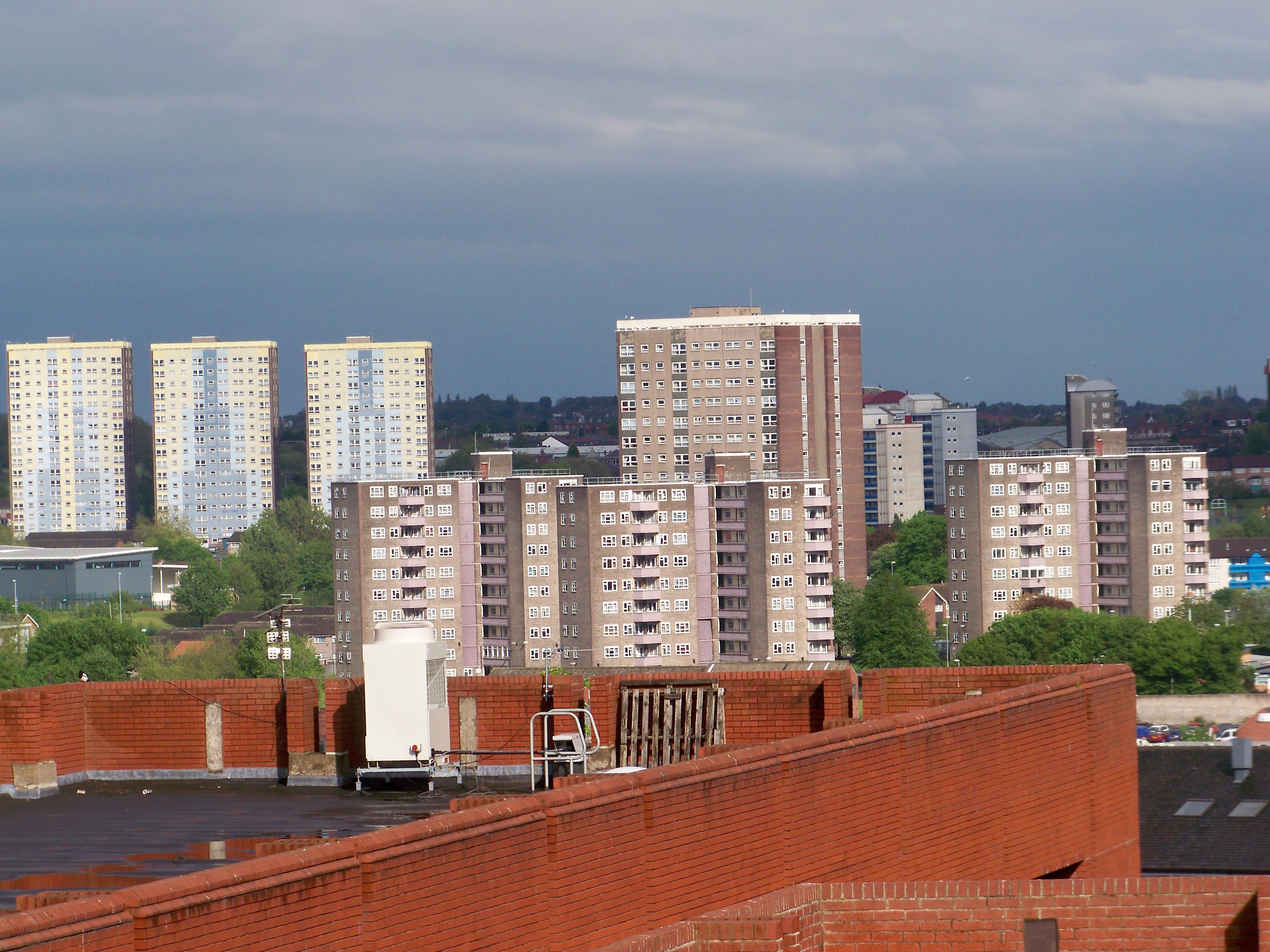
Burmantofts

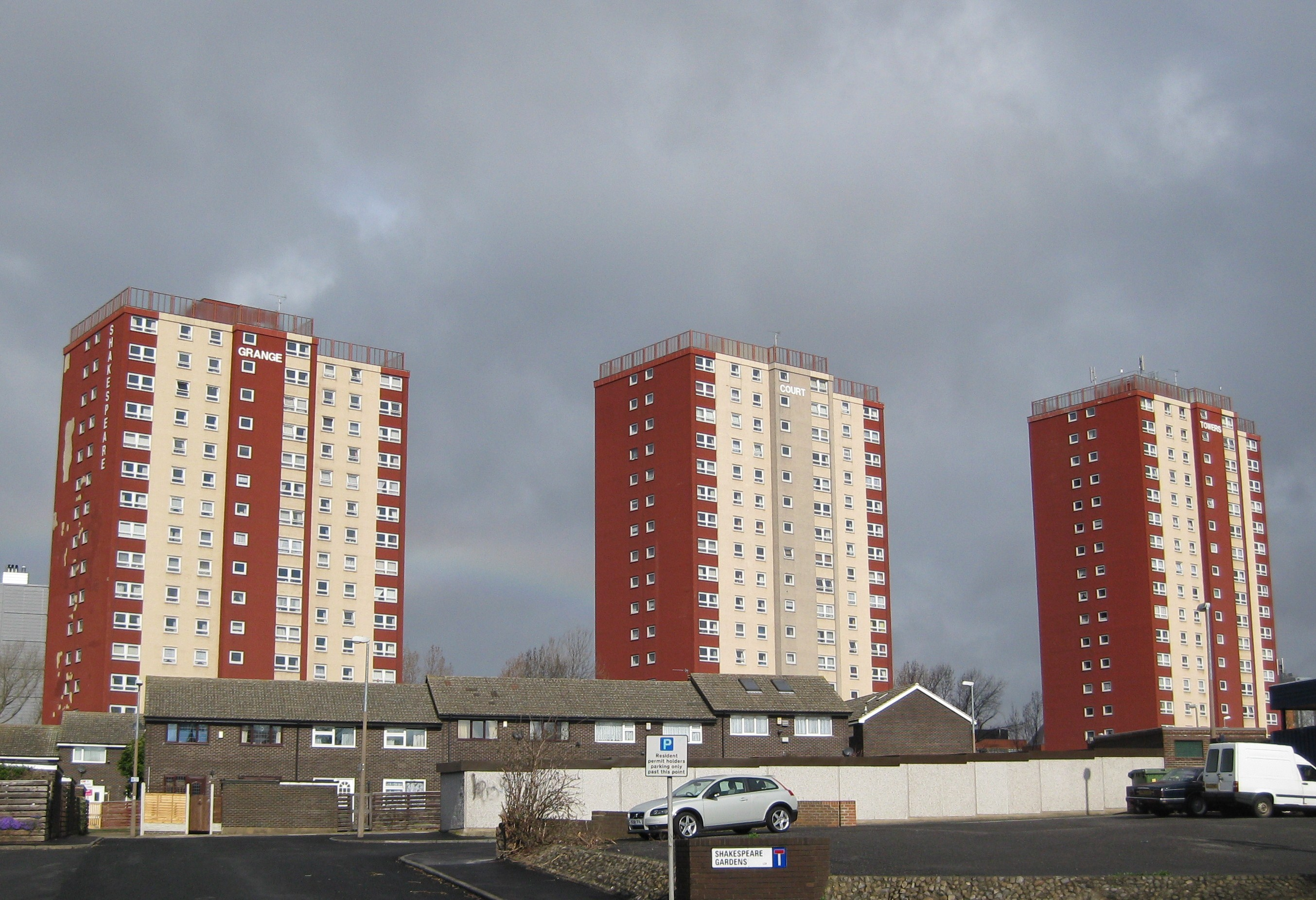
Appartements de Shakespeare

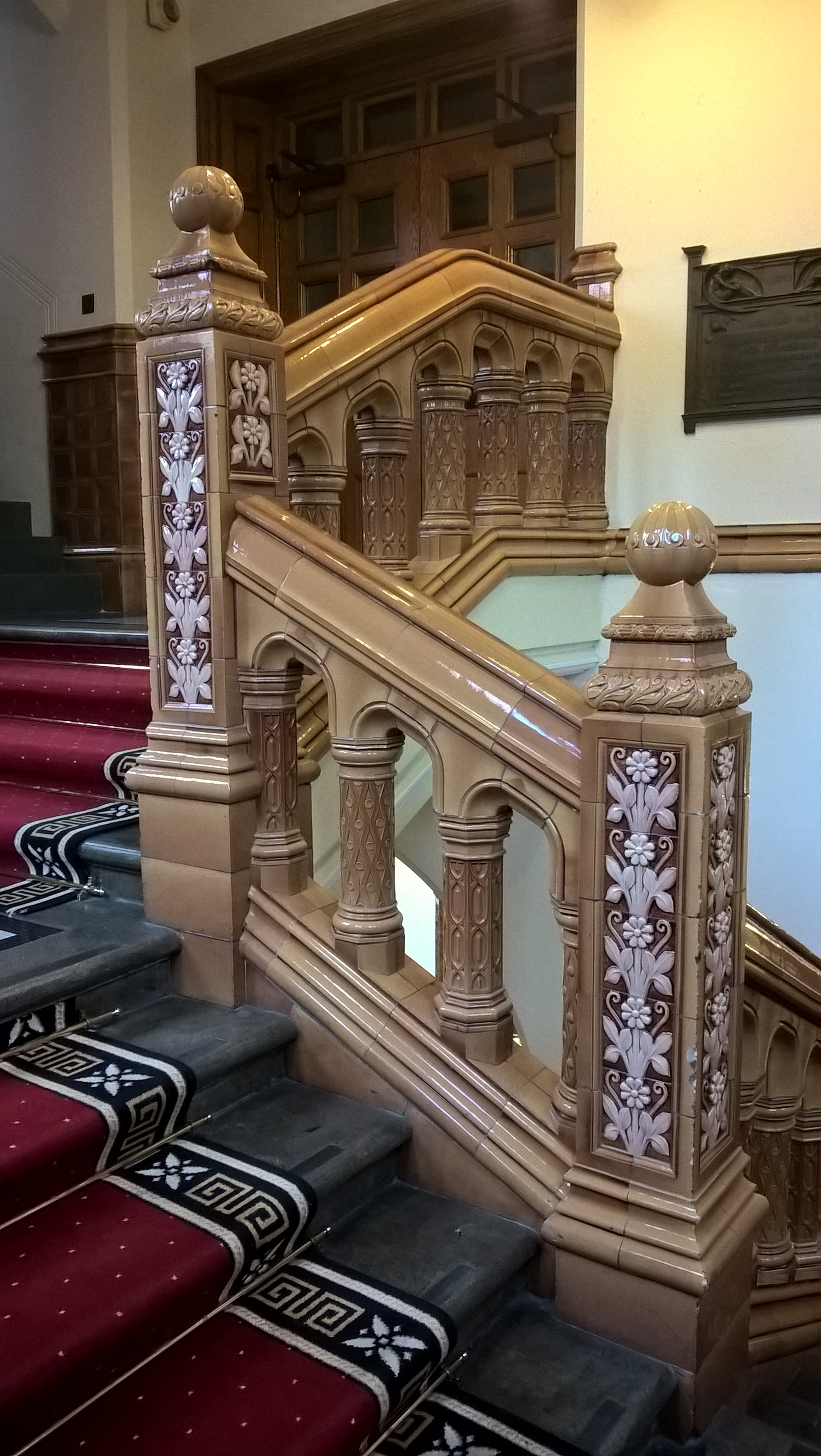
Poterie de Burmantofts à l’Université de Leeds.

Burmantofts est une banlieue de Leeds, Royaume-Uni. Burmantofts est connue pour ses poteries. Burmantofts se trouve à 3 km à l’est du centre-ville de Leeds.